# Place de la Liberté (Vologda)
Pour les articles homonymes, voir Place de la Liberté.
La place de la Liberté (Пло́щадь Свобо́ды, plochtchad Pobiedy) est une grande place de Vologda, ville du nord-ouest de la Russie.

## Situation et accès
Elle se trouve au croisement de la rue de la Paix et de la perspective de la Victoire.  

## Historique
Pour l'anniversaire de la première année de la révolution d'Octobre, le 16 octobre 1918, le conseil municipal de Vologda décide de renommer la « place du Gostiny Dvor » (galerie des marchands) en place de la Liberté.